# Gołąbek niemiły

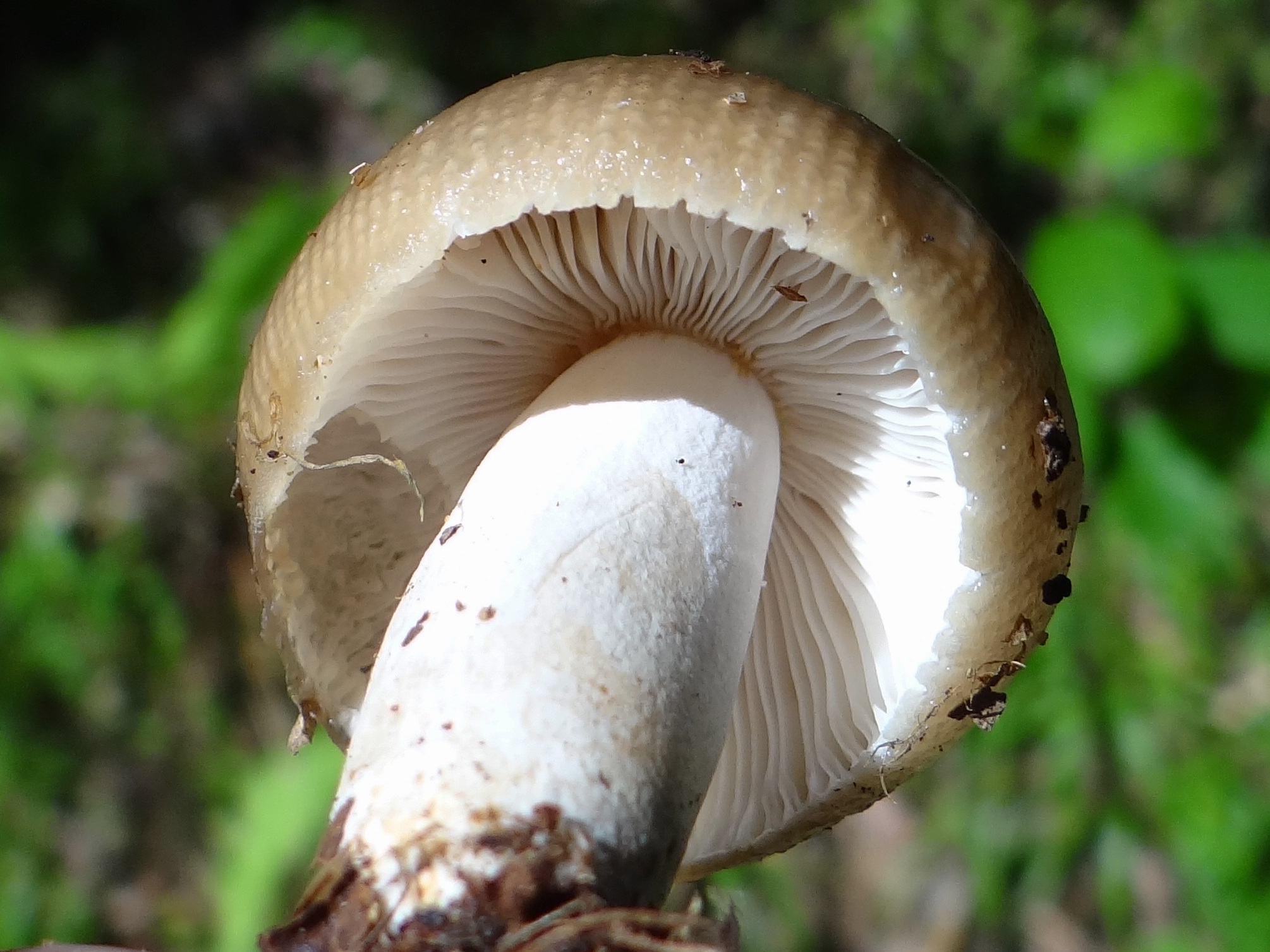

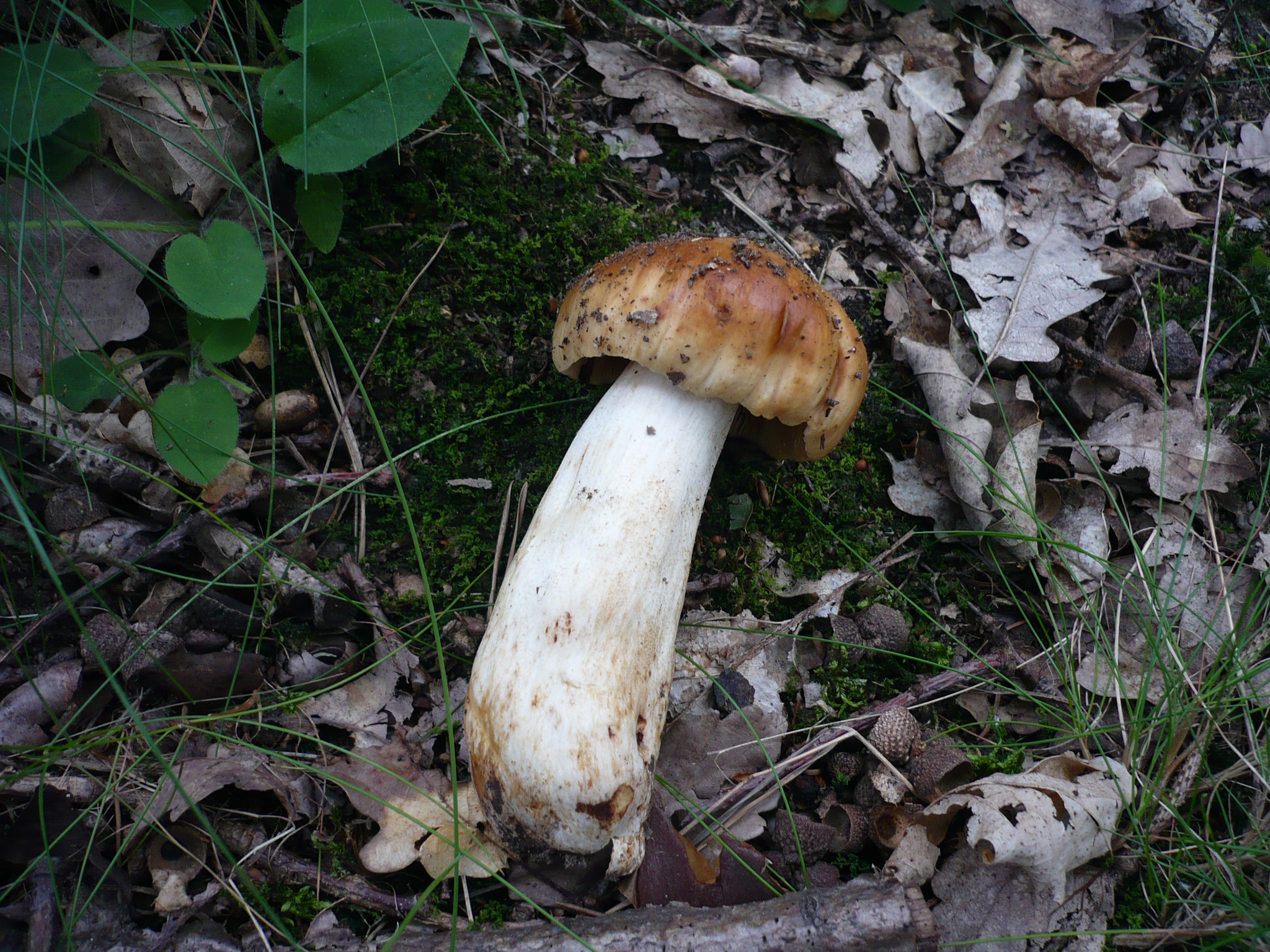
Starszy owocnik

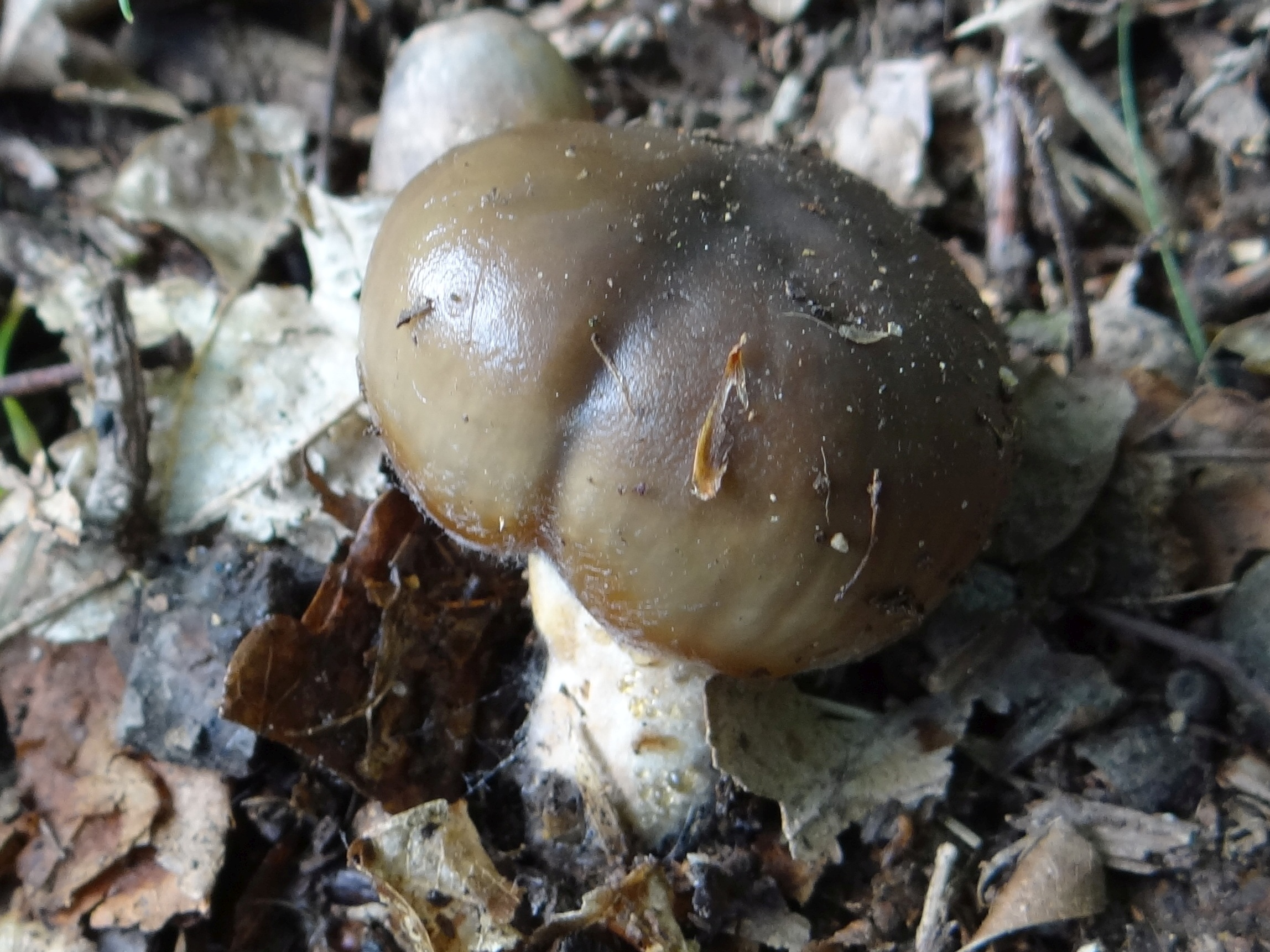

Gołąbek niemiły (Russula subfoetens W.G. Sm.) – gatunek grzybów należący do rodziny gołąbkowatych (Russulaceae).

## Systematyka i nazewnictwo
Pozycja w klasyfikacji: Russula, Russulaceae, Russulales, Incertae sedis, Agaricomycetes, Agaricomycotina, Basidiomycota, Fungi (według Index Fungorum).
Po raz pierwszy opisał go w 1873 r. William Gardner Smith i nadana przez niego nazwa naukowa jest ktualna. Synonimy naukowe:
- Russula foetens var. subfoetens (W.G. Sm.) Massee 1893
- Russula subfoetens var. johannis Moënne-Locc. 1996
- Russula subfoetens W.G. Sm. 1873, var. subfoetens[2].

Polską nazwę nadała Alina Skirgiełło w 1991 r.
Przez długi czas Russula subfoetens uważany był za odmianę gołąbka śmierdzącego (Russula foetens), obecnie jednak przez Index Fungorum uważany jest za odrębny i samodzielny gatunek.

## Morfologia
Kapelusz
Średnica 4–9 cm, młody półkulisty, później płaski, w środku zagłębiony. Początkowo ma barwę jasnoochrową, później jest coraz ciemniejszy, brudnordzawy, szczególnie na środku, brzegi pozostają jaśniejsze. Brzeg zazwyczaj jest silnie karbowany, płatowaty i gruzełkowaty (zwłaszcza u starszych okazów). Powierzchnia naga, śluzowata, podczas suchej pogody błyszcząca. Skórka jest promieniście porysowana i daje się ściągnąć do połowy promienia kapelusza.
Blaszki
Dość cienkie, średnio gęste, czasami rozwidlone. Dość często występują międzyblaszki przy brzegu kapelusza. Początkowo blaszki są białe, później jasnoochrowe lub jasnokremowe, często ze zmarszczkami.
Trzon
Wysokość 4–7,5(8) cm, grubość 1–3,3(4) cm, jędrny i elastyczny. Początkowo jest pełny z nielicznymi komorami, które początkowo są niewielkie, później powiększają się, zajmując całe wnętrze trzonu. Powierzchnia gładka, początkowo biała, potem ciemniejąca i przyjmująca barwę kapelusza. W górnej części pokryty jest delikatną i stopniowo brązowiejącą siateczką.
Miąższ
Twardy, elastyczny, biały lub kremowy. Po uszkodzeniu miąższ kapelusza dość szybko przebarwia się na jasnocytrynowo lub żółto, miąższ trzonu na rdzawo. Ma nieco owocowy, ale nieprzyjemny zapach, w smaku również jest przykry i słabo piekący.
Cechy mikroskopowe
Wysyp zarodników jasnokremowy. Zarodniki szeroko elipsoidalne, pokryte drobnymi, stożkowatymi (z tępym końcem) brodawkami z nielicznymi łącznikami. Mają rozmiar 6,5–9,7(11,5) × 5,5–7,7(8,5) μm i są słabo amyloidalne, Podstawki mają rozmiar 45-60 ×7,5–13,5 μm i posiadają długie sterygmy. Cystydy są mocno zwężone, mają tępy koniec lub rozdęty szczyt i rozmiar 60–90 × 7–11,5 μm, dermatocystydy mają szerokość 4–8 μm.
Gatunki podobne
Bardzo podobny jest gołąbek śmierdzący (Russula foetens), który morfologicznie może być niemożliwy do odróżnienia. Pomocnymi wskazówkami są wielkość i miejsce występowania (jest większy i występuje również w lasach iglastych), ale najważniejsze są próby smakowo-zapachowe; gołąbek niemiły nie ma tak odrażającego zapachu i w smaku jest znacznie mniej ostry. Ważna jest też próba zasadami (KOH lub NaOH); pod ich wpływem gołąbek śmierdzący barwi się na kremowo, niemiły na złocisto. Są też różnice mikroskopowe. Od innych gołąbków gołąbka śmierdzącego i niemiłego łatwo odróżnić po śluzowatym kapelusz i niemiłym zapachu.

## Występowanie i siedlisko
Występuje w Ameryce Północnej, Europie i Azji. W Europie Zachodniej jest częsty w ciepłych latach. Występuje również w Polsce.
Grzyb naziemny rosnący w wilgotnych lasach liściastych.

## Znaczenie
Grzyb mykoryzowy. W Polsce uważany jest za grzyb niejadalny (z powodu niemiłego zapachu), nie jest jednak trujący i przez niektórych autorów uważany jest za jadalny po wymoczeniu w wodzie i ukiszeniu.